# Gypsophila diffusa
Gypsophila diffusa är en nejlikväxtart som beskrevs av Fisch. och C. A. Mey. Gypsophila diffusa ingår i släktet slöjor, och familjen nejlikväxter. Inga underarter finns listade i Catalogue of Life.